# Seleukos (Sohn des Antiochos I.)
Seleukos (altgriechisch Σέλευκος; † 267 v. Chr.) war ein Ko-Regent des Seleukidenreichs im 3. vorchristlichen Jahrhundert.
Seleukos war der älteste Sohn des Königs Antiochos I. und der Stratonike I. und wurde von seinem Vater seit dem Beginn von dessen Regierung zum Mitherrscher des Reiches gemacht. In dieser Funktion erscheint er in babylonischen Keilinschriften vom 32. bis 43. Jahr nach seleukidischer Zeitrechnung (280–268 v. Chr.). Er wurde auch mehrfach in griechischen Inschriften als Mitherrscher seines Vaters erwähnt, zuletzt im Januar 267 v. Chr. auf einer Stele aus Denizli.
Wohl im Sommer 267 v. Chr. wurde Seleukos hingerichtet, vermutlich nach einem gescheiterten Komplott gegen seinen Vater, worauf sein jüngerer Bruder Antiochos II. zum neuen Mitregenten ernannt wurde.